# 48 Rezerwowa Dywizja Piechoty (Cesarstwo Niemieckie)
48 Rezerwowa Dywizja Piechoty (niem. 48. Reserve-Division)  – związek taktyczny Armii Cesarstwa Niemieckiego. 
W sierpniu 1914 rozwinięto w Niemczech do etatów wojennych istniejące w okresie pokoju związki operacyjne (armie) i związki taktyczne. W tym też miesiącu z rekrutów, rezerwistów i ochotników znajdujących się  w korpuśnych ośrodkach szkoleniowych zorganizowano jednostki rezerwowe.

W składzie XXIV Rezerwowego Korpusu Armijnego została rozwinięta między innymi 48 Rezerwowa Dywizja Piechoty. W I wojnie światowej dywizja walczyła na froncie zachodnim.

## Struktura organizacyjna
Skład w 1914:
- dowództwo dywizji
- 95 Rezerwowa Brygada Piechoty
  - 221 rezerwowy pułk piechoty
  - 222 rezerwowy pułk piechoty
- 96 Rezerwowa Brygada Piechoty
  - 223 rezerwowy pułk piechoty
  - 224 rezerwowy pułk piechoty
- 20 rezerwowy batalion strzelców
- 48 rezerwowy oddział kawalerii